# Emporis
Emporis GmbH es una empresa de datos de edificios con sede en Hamburgo, Alemania. La empresa recopila y publica datos y fotografías de edificios de todo el mundo. 
Emporis ofrece diversa información en su base de datos pública, Emporis.com, situada en la página www.emporis.com.  Emporis es citada con relativa frecuencia por varios medios de comunicación como una autoridad de datos de edificios.
Antiguamente, Emporis se centraba en edificios altos y rascacielos, que define como  edificios "entre 35 y 100 metros de altura" y "de más de 100 metros de altura", respectivamente. En la actualidad, también forman parte de la base de datos edificios bajos y otras estructuras.

## Historia
Michael Wutzke creó una página sobre rascacielos en Fráncfort en 1996. En 2000 creó skyscrapers.com que fue renombrada Emporis en 2003.
En 2004, Stephan R. Boehm asumió el puesto de presidente. Wutzke fue director tecnológico y director general hasta 2010, cuando dejó la empresa por su propia voluntad. Desde entonces, Daniel Grözinger y Sven Schmidt son los directores generales de Emporis
En 2005 Emporis firmó una colaboración con el Consejo de Edificios Altos y Hábitat Urbano (CTBUH), según el cual Emporis es la base de datos de rascacielos oficial del CTBUH.
En 2007 la empresa de capital riesgo Neuhaus Partners y KfW Bankengruppe invirtieron varios millones de euros en la empresa.
El 1 de enero de 2009 la empresa trasladó su sede de Darmstadt a Fráncfort. En 2011, la empresa se trasladó de Fráncfort a Hamburgo.
El 14 de septiembre de 2022, se eliminó la totalidad del contenido original del sitio web de Emporis, incluida la base de datos del edificio, los artículos y los datos sobre los ganadores del premio Emporis Skyscraper Award y la información corporativa.

## Emporis Skyscraper Award
En 2000 un grupo de editores principales de Emporis comenzaron a otorgar el Emporis Skyscraper Award (Premio de Rascacielos Emporis). Los premiados se eligen entre todos los edificios del mundo de más de 100 metros de altura completados dicho año.